# Emiraat Beihan
Het emiraat Beihan (Arabisch: إمارة بيحان, Imārat Bayḥān) werd gesticht in 1680 door de heersende Al-Habieli-familie. Het lag in het midden van het tegenwoordige Jemen. De hoofdstad was Suq Abdullah, tegenwoordig genaamd Beihan.

## Geschiedenis
In het gebied van de Bayhanvallei leefden van oudsher verschillende stammen op gespannen voet met elkaar. De Al-Habieli-familie woonde in het midden van de vallei en claimde afstammelingen te zijn van de profeet Mohammed. Aan het einde van de 17e eeuw hadden zij zich daar gevestigd, nadat de imam van Jemen hen daarheen had gestuurd om de handelsroutes te beschermen.
In 1680 vestigde de Hasjemietische Al-Habilie-familie zich als de religieuze leider van Beihan en vormde een eigen staat. Ze werd erkend door de sjarief van Mekka. Hij vormde een onderdeel van het Ottomaanse Vilajet Jemen.
In 1873 sloot het emiraat zich aan bij het westelijk protectoraat Aden, een protectoraat van het Verenigd Koninkrijk. Op 11 februari 1959 ging het deel uitmaken van de Federatie van Zuid-Arabische Emiraten, die op 4 april 1962 opging in de Zuid-Arabische Federatie.
Op 30 november 1967 werd de Zuid-Arabische Federatie onafhankelijk van het Verenigd Koninkrijk en ging verder als Zuid-Jemen. Later zou zij, na een burgeroorlog, samengaan met Noord-Jemen in de staat Jemen.